# Szuvon állomás
Szuvon (Suwon) állomás a szöuli metró 1-es és Szuin–Pundang (Suin–Bundang) vonalának állomása. Az állomás 2013-ban csatlakozott a Szuin (Suin) vonalhoz, melyet 2020-ban összevontak a Pundang (Bundang) vonallal, így megszűnt végállomásként funkcionálni.

## Viszonylatok
| 1-es vonal                                                     | 1-es vonal                                     | 1-es vonal                                                            |
| -------------------------------------------------------------- | ---------------------------------------------- | --------------------------------------------------------------------- |
| Hvaszo (Hwaseo) Szojoszan (Soyosan) felé                       | Kjongbu (Gyeongbu) szakasz személyvonat        | Szerju (Saeryu) Szodongthan (Seodongtan) és Sincshang (Sinchang) felé |
| Anjang (Anyang) Jongszan (Yongsan) felé                        | Kjongbu (Gyeongbu) szakasz piros expresszvonat | Pjongdzsom (Byeongjeom) Cshonan (Cheonan) felé                        |
| Anjang (Anyang) Jongdungpho (Yeongdeungpo) felé                | Kjongbu (Gyeongbu) szakasz piros expresszvonat | Pjongdzsom (Byeongjeom) végállomás felé                               |
| Szonggjungvan (Seonggyungwan) Egyetem (csak reggel) Szöul felé | Kjongbu (Gyeongbu) szakasz zöld expresszvonat  | Pjongdzsom (Byeongjeom) Cshonan (Cheonan) felé                        |
| Ivang (Uiwang) Egyetem (csak este) Szöul felé                  | Kjongbu (Gyeongbu) szakasz zöld expresszvonat  | Pjongdzsom (Byeongjeom) Cshonan (Cheonan) felé                        |
| Szuin–Pundang (Suin–Bundang) vonal                             |                                                |                                                                       |
| Megjo (Maegyo) Cshongnjangni (Cheongnyangni) felé              | személyvonat                                   | Koszek (Kosaek) Incshon (Incheon) felé                                |
| Szuvon (Suwon) városháza Cshongnjangni (Cheongnyangni) felé    | Pundang (Bundang) vonal expresszvonat          | Koszek (Kosaek) Koszek (Kosaek) felé                                  |
| Korail                                                         |                                                |                                                                       |
| Hvaszo (Hwaseo) Szöul felé                                     | Kjongbu (Gyeongbu) vonal                       | Szerju (Saeryu) Puszan (Busan) felé                                   |
| Jongdungpho (Yeongdeungpo) Szöul felé                          | Kjongbu (Gyeongbu) KTX                         | Tedzson (Daejeon) Puszan (Busan) felé                                 |